# Коронник колумбійський
Коронник колумбійський (Myiothlypis conspicillata) — вид горобцеподібних птахів родини піснярових (Parulidae).. Ендемік Колумбії. Його довгий час відносили до роду Коронник (Basileuterus), однак за результатами молекулярно-філогенетичного дослідження колумбійський коронник і низка інших видів були переведені до відновленого роду Myiothlypis

## Опис
Довжина птаха становить 13,5 см. Лоб і тім'я темно-сірі, на тімені вузька жовтувато-оранжева смуга, решта голови сіра. Верхня частина тіла і хвіст оливково-зелені, крила темно-коричневі з оливково-зеленими краями. Горло світло-сіре, нижня частина тіла яскраво-жовта. Груди і боки оливково-сірі.

## Поширення і екологія
Колумбійські коронники є ендеміками гірського масиву Сьєрра-Невада-де-Санта-Марта, розташованого на півночі Колумбії. Вони живуть в гірських вологих тропічних лісах, на узліссях і на кавових плантаціях на висоті від 450 до 2200 м над рівнем моря. Харчуються комахами, яких шукають в підліску. Гніздо куполоподібне, розміщується на землі або між коріння дерев. В кладці 3-4 яйця.

## Збереження
МСОП вважає стан збереження цього виду близьким до загрозливого. Йому загрожує знищення природного середовища.